# Ailes françaises
Ailes françaises était une revue hebdomadaire d’aviation apparue à la fin de la Seconde Guerre mondiale.
Les Ailes françaises (nouvelle série) paraît pour la première fois le 31 octobre 1944. Sous-titrée « hebdomadaire de l'aviation », la revue est l'édition métropolitaine d'un hebdomadaire de l'aviation française qui paraissait à Alger sous le nom d' « Ailes de France ». Elle se poursuit sous le titre Aviation française.

## Publications
1. Ailes Françaises, no  1 - 31  octobre 1944
Couverture : À bord d'un puissant « Halifax » de la R.A.F., on entasse les containers cylindriques lestés d'armes et de vivres pour les partisans d'Europe insurgés contre le joug allemand.
Cinq ans de combat de l'aviation française. New York ne sera pas détruit… Du nouveau… dans la chasse. Une mission des pilotes français.
2. Ailes Françaises, no  2 - 7  novembre 1944
3. Ailes Françaises, no  3 - 14  novembre 1944
4. Ailes Françaises, no  4 - 21  novembre 1944
Autogire, la voilure tournante eu service des flâneurs et des pressés. Bombardiers français dans la bataille. Une mission du groupe « Lorraine ». La Luftwaffe et les chasseurs à réaction. Le groupe « Bretagne ». La bombe volante, le V2… et d’autres articles.
5. Ailes Françaises, no  5 - 28  novembre 1944
6. Ailes Françaises, no  6 - 5  décembre 1944
7. Ailes Françaises, no  7 - 12  décembre 1944
8. Ailes Françaises, no  8 - 19  décembre 1944
9. Ailes Françaises, no  9 - 26  décembre 1944
Le Barracuda, chasseur piqueur bombardier britannique. Transports de demain. Le groupe « La Fayette » dans la campagne de Tunisie. V2, vue en coupe avec légende. Avec les bombardiers français. Base avancée… et d’autres articles.
10. Ailes Françaises, no  10 - 2  janvier 1945
Black-out. Croix de Guerre. Mitchell B-25. L'attaque aérienne des canaux. Escadre de chasse.
11. Ailes Françaises, no  11 - 9  janvier 1945
En couverture : Une formation de Marauders de la « 1re Tactical Air Force » passe les Alpes pour aller bombarder l'Allemagne. On voit que le froid plisse le revêtement des ailes.
Modèles réduits. Grande reconnaissance. Le groupe « Île-de-France ». Le colonel de Marmier est porté disparu. Alexandre Yakovlev.
12. Ailes Françaises, no  12 - 16  janvier 1945
Le groupe « Lorraine ». Avec les Marauders français. Vues sur la R.A.F. Le « typhoon ». Avec les Mosquitos.
13. Ailes Françaises, no  13 - 23  janvier 1945
14. Ailes Françaises, no  14 - 30  janvier 1945
Quinze lions du « Normandie ». Le Sturmovik. Aviateurs des bois. Décollage par fusée. Plafond à zéro.